# Cohembia
Cohembia is een geslacht van rechtvleugeligen uit de familie veldsprinkhanen (Acrididae). De wetenschappelijke naam van dit geslacht is voor het eerst geldig gepubliceerd in 1953 door Uvarov.

## Soorten
Het geslacht Cohembia  is monotypisch en omvat slechts de volgende soort:
- Cohembia acuta (Uvarov, 1953)